# Pays de Belvès
Pays de Belvès est une commune française située dans le département de la Dordogne, en région Nouvelle-Aquitaine. Elle a été créée le 1er janvier 2016 sous le statut de commune nouvelle et regroupe les anciennes communes de Belvès et de Saint-Amand-de-Belvès.

## Géographie

### Généralités
La commune nouvelle regroupe les communes de Belvès et de Saint-Amand-de-Belvès, qui deviennent des communes déléguées le 1er janvier 2016. Son chef-lieu se situe à Belvès.

### Communes limitrophes
Pays de Belvès est limitrophe de douze autres communes.
| Monplaisant, Saint-Pardoux-et-Vielvic | Sagelat                  | Carves               |
| Saint-Avit-Rivière                    | Pays de Belvès           | Grives, Doissat      |
| Saint-Marcory, Capdrot                | Larzac, Salles-de-Belvès | Sainte-Foy-de-Belvès |

### Géologie et relief

#### Géologie
Situé sur la plaque nord du Bassin aquitain et bordé à son extrémité nord-est par une frange du Massif central, le département de la Dordogne présente une grande diversité géologique. Les terrains sont disposés en profondeur en strates régulières, témoins d'une sédimentation sur cette ancienne plate-forme marine. Le département peut ainsi être découpé sur le plan géologique en quatre gradins différenciés selon leur âge géologique. Pays de Belvès est située dans le troisième gradin à partir du nord-est, un plateau formé de calcaires hétérogènes du Crétacé.
Les couches affleurantes sur le territoire communal sont constituées de formations superficielles du Quaternaire et de roches sédimentaires datant pour certaines du Cénozoïque, et pour d'autres du Mésozoïque. La formation la plus ancienne, notée c4b-c, date du Santonien moyen à supérieur, composée de calcaire crayo-glauconieux avec niveaux à huîtres (P. vesicularis), devenant au sommet plus grossier à silex et rudistes (formation de Saint-Félix-de-Reillac), faciès pouvant évoluer vers des sables fins et grès carbonatés à rudistes. La formation la plus récente, notée CFvs, fait partie des formations superficielles de type colluvions carbonatées de vallons secs : sable limoneux à débris calcaires et argile sableuse à débris. Le descriptif de ces couches est détaillé dans  la feuille « no 831 - Belvès » de la carte géologique au 1/50 000 de la France métropolitaine, et sa notice associée.

Carte géologique de Pays de Belvès.

#### Relief et paysages
Le département de la Dordogne se présente comme un vaste plateau incliné du nord-est (491 m, à la forêt de Vieillecour dans le Nontronnais, à Saint-Pierre-de-Frugie) au sud-ouest (2 m à Lamothe-Montravel). L'altitude du territoire communal varie quant à elle entre 82 m et 288 m.
Dans le cadre de la Convention européenne du paysage entrée en vigueur en France le 1er juillet 2006, renforcée par la loi du 8 août 2016 pour la reconquête de la biodiversité, de la nature et des paysages, un atlas des paysages de la Dordogne a été élaboré sous maîtrise d’ouvrage de l’État et publié en octobre 2020. Les paysages du département s'organisent en huit unités paysagères et 14 sous-unités. La commune fait partie du Périgord noir, un paysage vallonné et forestier, qui ne s’ouvre que ponctuellement autour de vallées-couloirs et d’une multitude de clairières de toutes tailles. Il s'étend du nord de la Vézère au sud de la Dordogne (en amont de Lalinde) et est riche d’un patrimoine exceptionnel.
La superficie cadastrale de la commune publiée par l'Insee, qui sert de référence dans toutes les statistiques, est de 30,72 km2,.

### Hydrographie

#### Réseau hydrographique
La commune est située dans le bassin de la Dordogne au sein du Bassin Adour-Garonne. Elle est drainée par la Couze, la Nauze, la Beuze et par divers petits cours d'eau, qui constituent un réseau hydrographique de 19 km de longueur totale,,.
La Couze, d'une longueur totale de 30,09 km, prend sa source dans le sud-ouest de la commune, près du lieu-dit le Pelonnier (sur le territoire de l'ancienne commune de Fongalop) et se jette dans la Dordogne en rive gauche à Couze-et-Saint-Front, face à Lalinde,.
Elle arrose la commune sur près d'un kilomètre.
La Nauze, d'une longueur totale de 17,59 km, prend sa source dans la commune de Mazeyrolles et se jette dans la Dordogne en rive gauche à Siorac-en-Périgord, face à Coux et Bigaroque-Mouzens,. Elle traverse la commune en direction du nord sur plus de deux kilomètres et demi, dont 650 mètres en limite de Larzac.
Son affluent de rive droite la Beuze arrose le sud-est de la commune sur près de deux kilomètres, servant presque intégralement de limite territoriale face à Larzac et Sainte-Foy-de-Belvès.

Réseaux hydrographique et routier de Pays de Belvès.
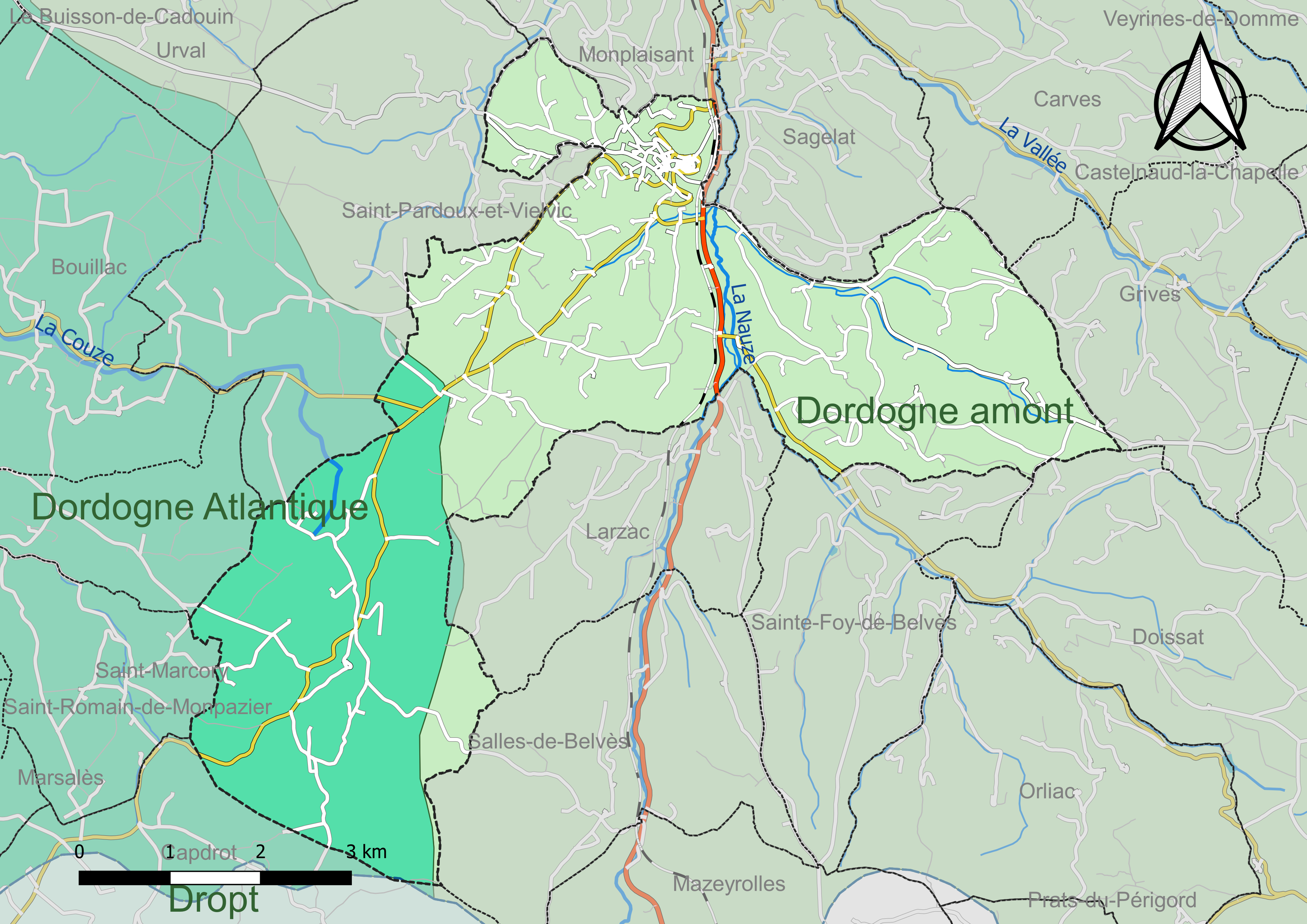
Carte des schémas d'aménagement et de gestion des eaux (SAGE) couvrant le territoire communal de Pays de Belvès.

#### Gestion et qualité des eaux
Le territoire communal est couvert par les schémas d'aménagement et de gestion des eaux (SAGE) « Dordogne amont » et « Dordogne Atlantique ». Le SAGE « Dordogne amont », dont le territoire s'étend des sources de la Dordogne jusqu'à la confluence de la Vézère à Limeuil, d'une superficie de 9 700 km2 est en cours d'élaboration. La structure porteuse de l'élaboration et de la mise en œuvre est l'établissement public territorial de bassin de la Dordogne (EPIDOR). Le SAGE « Dordogne Atlantique », dont le territoire correspond au sous‐bassin le plus aval du bassin versant de la Dordogne (aval de la confluence Dordogne - Vézère), d'une superficie de 2 700 km2 est en cours d'élaboration. La structure porteuse de l'élaboration et de la mise en œuvre est également EPIDOR. Ils définissent chacun sur leur territoire les objectifs généraux d’utilisation, de mise en valeur et de protection quantitative et qualitative des ressources en eau superficielle et souterraine, en respect des objectifs de qualité définis dans le troisième SDAGE  du Bassin Adour-Garonne qui couvre la période 2022-2027, approuvé le 10 mars 2022.
Au nord et à l’est, la majeure partie du territoire communal dépend du SAGE Dordogne amont. Au sud-est, le tiers restant — comprenant la presque totalité du territoire de l'ancienne commune de Fongalop — est rattaché au SAGE Dordogne Atlantique.
La qualité des eaux de baignade et des cours d’eau peut être consultée sur un site dédié géré par les agences de l’eau et l’Agence française pour la biodiversité.

### Climat
Pour des articles plus généraux, voir Climat de la Nouvelle-Aquitaine et Climat de la Dordogne.
Historiquement, la commune est exposée à un climat océanique aquitain.  
En 2020, Météo-France publie une typologie des climats de la France métropolitaine dans laquelle la commune est exposée à un climat océanique altéré et est dans la région climatique Aquitaine, Gascogne, caractérisée par une pluviométrie abondante au printemps, modérée en automne, un faible ensoleillement au printemps, un été chaud (19,5 °C), des vents faibles, des brouillards fréquents en automne et en hiver et des orages fréquents en été (15 à 20 jours).
Pour la période 1971-2000, la température annuelle moyenne est de 13,1 °C, avec  une amplitude thermique annuelle de 15,1 °C. Le cumul annuel moyen de précipitations est de 872 mm, avec 11,7 jours de précipitations en janvier et 6,9 jours en juillet. Pour la période 1991-2020, la température moyenne annuelle observée sur la station météorologique installée sur la commune est de 13,0 °C et le cumul annuel moyen de précipitations est de 888,2 mm,. Pour l'avenir, les paramètres climatiques de la commune estimés pour 2050 selon différents scénarios d’émission de gaz à effet de serre sont consultables sur un site dédié publié par Météo-France en novembre 2022.
| Mois                                  | jan.          | fév.          | mars          | avril         | mai          | juin         | jui.          | août           | sep.          | oct.          | nov.            | déc.           | année     |
| ------------------------------------- | ------------- | ------------- | ------------- | ------------- | ------------ | ------------ | ------------- | -------------- | ------------- | ------------- | --------------- | -------------- | --------- |
| Température minimale moyenne (°C)     | 2,4           | 2,2           | 4,8           | 6,9           | 10           | 13,1         | 14,8          | 14,9           | 12            | 9,5           | 5,4             | 3              | 8,3       |
| Température moyenne (°C)              | 5,7           | 6,4           | 9,7           | 12            | 15,4         | 18,7         | 20,6          | 20,8           | 17,5          | 14            | 9               | 6,3            | 13        |
| Température maximale moyenne (°C)     | 8,9           | 10,6          | 14,6          | 17,2          | 20,8         | 24,2         | 26,4          | 26,8           | 23            | 18,5          | 12,6            | 9,5            | 17,8      |
| Record de froid (°C) date du record   | −9,8 13.01.03 | −14 09.02.12  | −11 01.03.05  | −2,7 03.04.22 | 0,7 05.05.10 | 4,7 01.06.06 | 6,9 15.07.16  | 7,4 29.08.1998 | 2,6 25.09.02  | −3,6 25.10.03 | −7,6 22.11.1998 | −11 30.12.1996 | −14 2012  |
| Record de chaleur (°C) date du record | 19,7 01.01.22 | 24 24.02.1990 | 26,6 29.03.23 | 29,4 30.04.05 | 32 30.05.25  | 37 18.06.22  | 39,1 18.07.22 | 40,5 05.08.03  | 35,5 03.09.05 | 32,8 01.10.23 | 23,5 08.11.15   | 18,4 11.12.00  | 40,5 2003 |
| Précipitations (mm)                   | 80,3          | 63,3          | 66,8          | 87,8          | 83,5         | 72,2         | 56,3          | 62,6           | 66,7          | 75,8          | 87,7            | 85,2           | 888,2     |

## Urbanisme

### Typologie
Au 1er janvier 2024, Pays de Belvès est catégorisée bourg rural, selon la nouvelle grille communale de densité à 7 niveaux définie par l'Insee en 2022.
Elle est située hors unité urbaine et hors attraction des villes,.

### Villages, hameaux et lieux-dits
Outre le bourg de Belvès proprement dit, le territoire se compose d'autres villages ou hameaux, ainsi que de lieux-dits détaillés sur cet article et celui-ci.

### Prévention des risques
Le territoire de la commune de Pays de Belvès est vulnérable à différents aléas naturels : météorologiques (tempête, orage, neige, grand froid, canicule ou sécheresse), inondations, feux de forêts, mouvements de terrains et séisme (sismicité très faible). Un site publié par le BRGM permet d'évaluer simplement et rapidement les risques d'un bien localisé soit par son adresse soit par le numéro de sa parcelle.
Certaines parties du territoire communal sont susceptibles d’être affectées par le risque d’inondation par débordement de cours d'eau, notamment la Nauze et la Couze. La commune a été reconnue en état de catastrophe naturelle au titre des dommages causés par les inondations et coulées de boue survenues en 1982, 1993, 1999, 2005 et 2008,. Le risque inondation est pris en compte dans l'aménagement du territoire de la commune par le biais du plan de prévention des risques inondation (PPRI) de la « vallée de la Dordogne amont »  approuvé le 15 avril 2011, pour les crues de la Nauze,.
Pays de Belvès est exposée au risque de feu de forêt. L’arrêté préfectoral du 14 mars 2013 fixe les conditions de pratique des incinérations et de brûlage dans un objectif de réduire le risque de départs d’incendie. À ce titre, des périodes sont déterminées : interdiction totale du 15 février au 15 mai et du 15 juin au 15 octobre, utilisation réglementée du 16 mai au 14 juin et du 16 octobre au 14 février. En septembre 2020, un plan inter-départemental de protection des forêts contre les incendies (PidPFCI) a été adopté pour la période 2019-2029,.

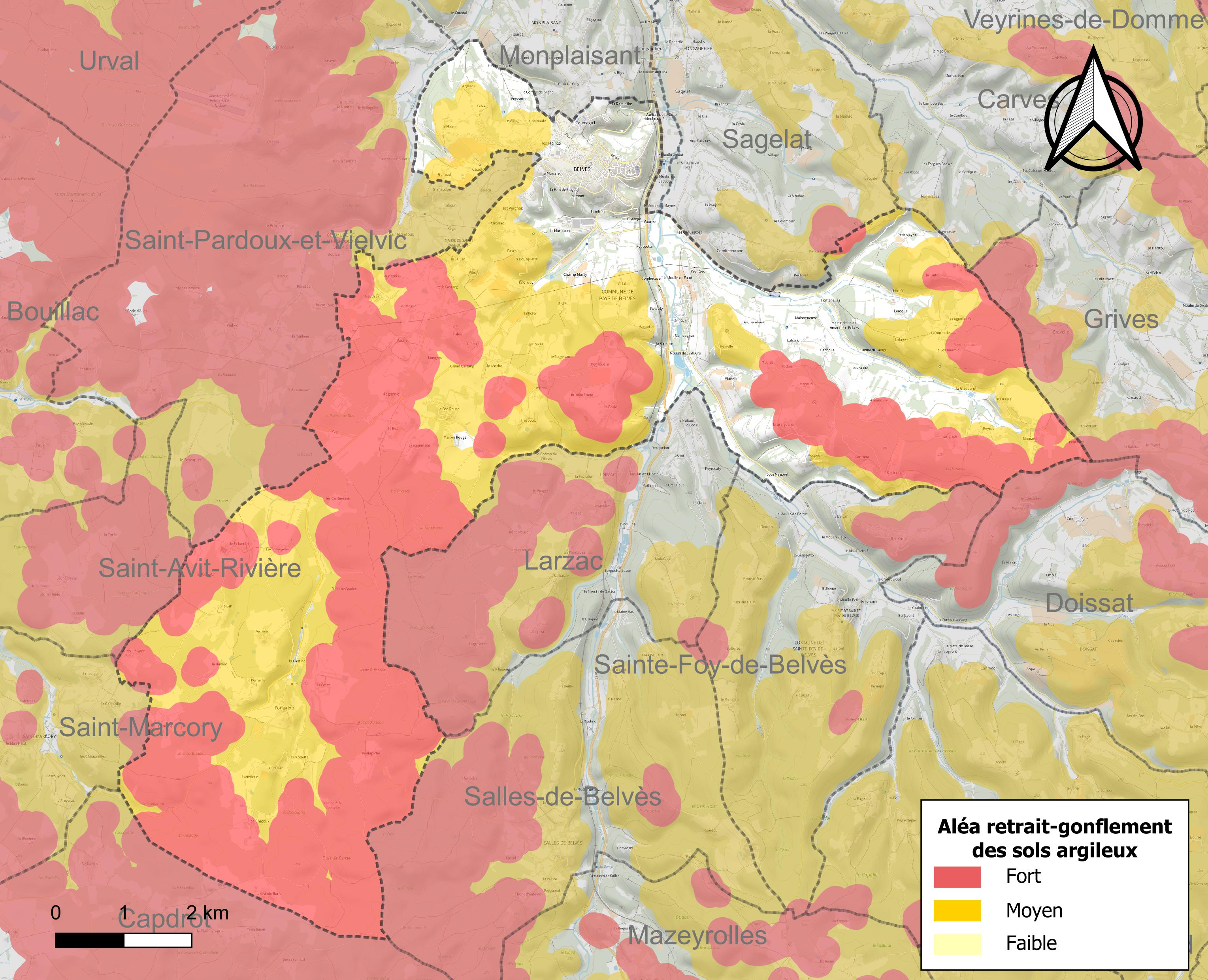
Carte des zones d'aléa retrait-gonflement des sols argileux de Pays de Belvès.

Les mouvements de terrains susceptibles de se produire sur la commune sont des tassements différentiels. Le retrait-gonflement des sols argileux est susceptible d'engendrer des dommages importants aux bâtiments en cas d’alternance de périodes de sécheresse et de pluie. 77,2 % de la superficie communale est en aléa moyen ou fort (58,6 % au niveau départemental et 48,5 % au niveau national métropolitain). Depuis le 1er octobre 2020, en application de la loi ÉLAN, différentes contraintes s'imposent aux vendeurs, maîtres d'ouvrages ou constructeurs de biens situés dans une zone classée en aléa moyen ou fort,.
La commune a été reconnue en état de catastrophe naturelle au titre des dommages causés par la sécheresse en 1989 et par des mouvements de terrain en 1999.

## Histoire
La création de la nouvelle commune, entérinée par l'arrêté du 21 décembre 2015, est effective le 1er janvier 2016, entraînant la transformation des deux anciennes communes, Belvès et Saint-Amand-de-Belvès, en communes déléguées.

## Politique et administration

### Rattachements administratifs et électoraux
À sa création en 2016, la commune de Pays de Belvès dépend de l'arrondissement de Sarlat-la-Canéda,.
Sur le plan électoral, elle dépend du canton de la Vallée Dordogne et de la 4e circonscription législative.

### Intercommunalité
À sa création, Pays de Belvès fait partie de la communauté de communes Vallée de la Dordogne et Forêt Bessède.

### Administration municipale
Pendant une période courant jusqu'au prochain renouvellement des conseils municipaux (prévu en 2020), le conseil municipal de la nouvelle commune est constitué de l'ensemble des conseillers municipaux des deux anciennes communes (quinze pour Belvès et onze pour Saint-Amand-de-Belvès, soit un total de vingt-six). Le maire de la nouvelle commune est élu début 2016. Les maires des deux anciennes communes deviennent maires délégués.
La population de la commune étant comprise entre 500 et 1 499 habitants au recensement de 2017, quinze conseillers municipaux auraient dû être élus en 2020. Cependant, s'agissant du premier renouvellement du conseil municipal d'une commune nouvelle, le nombre de conseillers élus est celui de la strate supérieure, soit dix-neuf.

### Communes déléguées
| Nom                   | Code Insee | Intercommunalité                          | Superficie (km2) | Population (dernière pop. légale) | Densité (hab./km2) |
| --------------------- | ---------- | ----------------------------------------- | ---------------- | --------------------------------- | ------------------ |
| Belvès (siège)        | 24035      | CC Vallée de la Dordogne et Forêt Bessède | 23,66            | 1 339 (2015)                      | 57                 |
| Saint-Amand-de-Belvès | 24363      | CC Vallée de la Dordogne et Forêt Bessède | 7,06             | 115 (2015)                        | 16                 |

### Liste des maires
| Période                                  | Période  | Identité           | Étiquette | Qualité |
| ---------------------------------------- | -------- | ------------------ | --------- | ------- |
| Les données manquantes sont à compléter. |          |                    |           |         |
| 21 janvier 2016 (réélu en mai 2020)      | En cours | Christian Léothier | DVD       |         |

## Équipements et services publics

### Justice
Dans le domaine judiciaire, Pays de Belvès relève : 
- du tribunal de proximité de Sarlat-la-Canéda ;
- du tribunal judiciaire, du tribunal pour enfants, du conseil de prud'hommes et du tribunal de commerce de Bergerac ;
- du pôle Nationalité du tribunal judiciaire de Périgueux (compétent uniquement dans le domaine de la nationalité) ;
- de la cour d'appel et de la cour administrative d'appel de Bordeaux.

## Population et société

### Démographie
L'évolution du nombre d'habitants est connue à travers les recensements de la population effectués dans la commune depuis sa création.

En 2022, la commune comptait 1 310 habitants, en évolution de −9,72 % par rapport à 2016 (Dordogne : +0,37 %, France hors Mayotte : +2,11 %).
| 2016  | 2017  | 2018  | 2019  | 2022  |
| ----- | ----- | ----- | ----- | ----- |
| 1 451 | 1 419 | 1 384 | 1 350 | 1 310 |

### Santé
La commune est dotée d'une maison de santé où sont installés en 2020 trois médecins généralistes, deux cabinets d'infirmiers, une diététicienne, un ophtalmologue, un orthophoniste et un podologue.

### Sports
En rugby à XV, le Stade belvèsois est engagé en championnat de France de Fédérale 2 pour la saison 2021-2022.

### Manifestations culturelles et festivités
- En avril, une course d'ultrafond rassemble des coureurs sur 50 et 100 km. En 2018, la course de Belvès sert de support au championnat de France, les courses de 100 km étant devenues rarissimes sur le territoire national (outre celle de Belvès, il n'en subsiste plus que deux autres à Millau et Steenwerck)[55]. En 2019, la 43e édition a vu arriver 252 participants dans le délai de 16 heures[56]. La 44e édition prévue en avril 2022 servira pour la 8e fois de support au championnat de France de la discipline[57].
- De fin juillet à mi-août, festival Bach à Belvès (25e édition en 2025 avec quatre concerts)[58].
- Fête médiévale à Belvès, un dimanche de début août (26e édition en 2024), qui n'est pas reconduite en 2025[59].
- Meeting aérien de Belvès, le 15 août de chaque année, depuis 1913 sur l'aérodrome de Belvès - Saint-Pardoux (commune de Saint-Pardoux-et-Vielvic)[60],[61]. Exceptionnellement, en 2025, pour risque de départ d'incendie en période de canicule, la manifestation est annulée[62].

## Économie
Début 2025, un espace de coworking de 50 postes de travail, dont 36 en bureaux fermés, a ouvert dans les locaux de l'ancien lycée Paul-Crampell.

### Emploi
En 2016, parmi la population communale comprise entre 15 et 64 ans, les actifs représentaient 569 personnes, soit 39,2 % de la population municipale. Il y avait 99 chômeurs, soit un taux de chômage de cette population active de 17,4 %.

### Établissements
Au 31 décembre 2015, il y avait 238 établissements, dont 137 au niveau des commerces, transports ou services, 42 relatifs au secteur administratif, à l'enseignement, à la santé ou à l'action sociale, 24 dans la construction, 21 dans l'agriculture, la sylviculture ou la pêche, et 14 dans l'industrie.

## Culture locale et patrimoine
- Couvent des Frères Prêcheurs de Belvès.
- Chapelle Notre-Dame de Capelou.
- Château de Belvès.
- Église Notre-Dame-de-l'Assomption.
- Tour de l'Auditoire.
- Halle de Belvès

## Pour approfondir